# 63丁目シャトル
63丁目シャトル（63ちょうめシャトル、英: 63rd Street Shuttle）はかつてニューヨーク市地下鉄で運行されていた系統の1つである。運行は1997年から2001年までの間に3回に分けて行われていた。

## 6番街線
シャトルの運行3回のうち2回はIND6番街線を経由して行われた。
最初のシャトル列車の運行は1997年8月に開始された。列車はIND63丁目線21丁目-クイーンズブリッジ駅 - IND6番街線2番街駅間を深夜帯に運行していた。シャトル列車の運行前は深夜帯は63丁目線内をF系統が運行していた。列車の運行は1998年2月に63丁目線改修工事の関係で一旦取り止められたが、1999年5月に工事が終了し運行を再開した。2000年に63丁目連絡線での終日運転の準備が開始され、63丁目シャトルは廃止された。
マンハッタン橋北側線路が閉鎖されたため、2001年7月22日に2回目のシャトル運行が開始された。列車は63丁目線21丁目-クイーンズブリッジ駅 - 6番街線ブロードウェイ-ラファイエット・ストリート駅間を運行しており、最初のシャトルと違い終日運転されていた。これまで63丁目線を運行していたB系統とQ系統を置き換えた。2001年12月16日に63丁目線とINDクイーンズ・ブールバード線を結ぶ連絡線が開通しF系統が終日63丁目線を運行するようになり63丁目シャトルは廃止された。同時にグランド・ストリート・シャトルが西4丁目-ワシントン・スクエア駅発着に延長された。

## ブロードウェイ線
ブロードウェイ線経由の63丁目シャトルは63丁目線改修工事期間中の1998年2月22日から1999年5月22日までの間終日運行されていた。運行開始時は63丁目線21丁目-クイーンズブリッジ駅 - BMTブロードウェイ線57丁目-7番街駅間を運行していたが、1998年4月6日以降は南側ターミナル駅を34丁目-ヘラルド・スクエア駅まで延長した。この間B系統・Q系統は深夜帯に57丁目-6番街駅止まりとなり、深夜帯の6番街/63丁目シャトルは運行を取り止めた。工事が終了するとブロードウェイ/63丁目シャトルは廃止され、深夜帯の6番街/63丁目シャトルが運行を再開、B系統・Q系統が21丁目-クイーンズブリッジ駅発着に戻された。